# A Partilha (teatro)
A  Partilha é uma peça escrita e dirigida por Miguel Falabella, em 1990, a peça ficou em cartaz por seis anos. Chegando a cerca de 12 países.
No pequeno Teatro Cândido Mendes, onde foi a estreia, o cenógrafo transforma rapidamente o ambiente de uma capela mortuária em um apartamento de Copacabana, onde se dá início ao conflito das irmãs. O crítico Lionel Fischer comenta o trabalho das atrizes: “Natália do Vale, cujo personagem é de uma frivolidade deliciosa, nasceu para participar desta montagem, e talvez seu desempenho possa ser considerado como o melhor de toda a sua carreira em teatro, que apesar de não ser longa é marcante”. Arlete Salles, que na interpretação da irmã parisiense divide as frases com ênfases nada previsíveis, realiza, na opinião do crítico, “um trabalho de atriz inesquecível”, de “notável senso de humor, presença cênica e domínio vocal”.
Considerando-o “o primeiro texto de maior fôlego de Miguel Falabella”, o crítico Macksen Luiz avalia que ele “conta com simplicidade uma história que mexe com a memória afetiva do espectador, utilizando-se do riso como uma arma infalível para desmascarar o triste mas belo sentimento humano de perseguir a felicidade”.
A peça foi escrita por Miguel, depois de uma ideia que a atriz Natália do Vale deu a ele, quando os dois atuavam como irmãos na novela O Outro, onde também atuava Arlete Salles, outra atriz da montagem original.
A comédia dramática de Miguel Falabella, continua sendo remontada, com novos elencos, há mais de dez anos. Atrizes como Yoná Magalhães, Rosamaria Murtinho e Thaís de Campos chegaram a substituir alguma vezes as do elenco original. A peça fez tanto sucesso que Miguel Falabella escreveu em 2000 a continuação, A Vida Passa e o filme A Partilha, em 2002.
Vinte e dois anos após ser encenada, a peça foi reexibida em 2012 com todo o elenco original, exceto Natalia do Vale que foi escalada para a novela Salve Jorge. Para substituir Natalia do Vale, foi convidada a atriz Patrícia Travassos, que já revisou o papel anteriormente.
Em março de 2024, foi anunciado o projeto de uma nova produção dirigida por Miguel Falabella com um elenco de atrizes pretas. Em abril de 2024, foi anunciada a nova montagem da peça, em São Paulo, no Teatro Sabesp Frei Caneca. Estrelado por Adriana Lessa, Iléa Ferraz, Letícia Soares e Flavia Dos Prazeres, a produção teve temporada paulista de 06 de julho a 08 de setembro de 2024, com breve turnê por todo o Brasil.

## Enredo
Após muito tempo afastadas, quatro irmãs se reencontram durante o enterro da mãe, para fazer um levantamento dos bens da família e rediscutir suas próprias vidas. As divergências são inevitáveis, pois elas seguiram caminhos muito diferentes: Selma, a irmã mais conservadora, está casada com um militar e leva uma vida disciplinada na Tijuca; Regina, é liberada, esotérica, não costuma se reprimir e tem uma visão "alto astral" da vida; Maria Lúcia (Marilu) abandonou um casamento convencional e o filho para viver um grande amor em Paris; e Laura, a caçula, revela-se uma intelectual sisuda e surpreende as irmãs com suas opções. Durante o encontro, elas discutem e brigam mas, ao mesmo tempo, relembram os bons tempos passados e descobrem muitas novidades sobre elas mesmas. Vivem intensamente suas afinidades, seus problemas e suas diferenças.
Com argumento simples, a peça se inicia com esse encontro das quatro irmãs. A divisão da herança motiva um mergulho no passado e uma discussão sobre os episódios retidos na memória de cada uma. O conflito, que as diferencia e divide num jogo competitivo que abre espaço à crueldade, permite que ao final se retome a unidade. A sutil separação entre os sentimentos e sua expressão social faz com que a crítica veja no texto de Falabella uma inspiração tchekhoviana. Em A Partilha, o desejo inalcançável das personagens é a recomposição do passado como uma ideia mítica de felicidade, e ele se desvenda através de um humor cruel. A inegável ação do tempo e sua corrosão sobre as emoções humanas são a fonte de dramaticidade. O humor não é o elemento que norteia os diálogos e a ação - em primeiro lugar está a coerência de cada personagem e suas contradições.

## Elenco
| Personagem  | Atrizes originais | Atrizes da Montagem de 2012 | Atrizes do Elenco de 2024 |
| ----------- | ----------------- | --------------------------- | ------------------------- |
| Selma       | Natália do Vale   | Patricya Travassos          | Letícia Soares            |
| Regina      | Susana Vieira     | Susana Vieira               | Adriana Lessa             |
| Maria Lúcia | Arlete Salles     | Arlete Salles               | Iléa Ferraz               |
| Laura       | Thereza Piffer    | Thereza Piffer              | Flavia Dos Prazeres       |